# Zselyke
A Zselyke újabb keletű erdélyi névalkotás, talán a szláv eredetű víz- vagy helységnevekből.

## Gyakorisága
Az 1990-es években szórványos név, a 2000-es években nem szerepel a 100 leggyakoribb női név között.

## Névnapok
- február 2.
- április 8.[2]
- október 21.[2]